# Gebedsbord
Een gebedsbord is een houten bord dat zich gewoonlijk bevindt in het interieur van protestantse kerkgebouwen.
Het bord bevat een -doorgaans fraai gekalligrafeerde- religieuze tekst. Dit kan de Tien Geboden betreffen, het Onze Vader, de Twaalf artikelen van het geloof of een soortgelijke tekst. Vooral de 17e-eeuwse borden zijn vaak buitengewoon artistiek uitgevoerd en vertegenwoordigen een hoge cultuurhistorische waarde.